# Móse Kacav
Móse Kacav (héberül: משה קצב, született Musa Qasab (perzsául: موسی قصاب) (Jazd, Irán, 1945. december 5. –) izraeli politikus, 2000 és 2007 között Izrael elnöke.

## Életpálya
1951 júniusában,  ötéves  korában a szülei bevándoroltak Izraelbe. Több éven keresztül sátortáborból sátortáborba helyezték őket, a többi bevándorló családokkal együtt. Majd a felépített Kiryat Mal'akhi város lakói lettek. 1968–1971 között a Jeruzsálemi Egyetemen közgazdaságtanból szerzett diplomát. Egyetemi tanulmányait középiskolai tanításból (matematika, történelem) fedezte. A szexuális vádak hatására 2007-ben lemondott, jelezve, hogy bizonyítani fogja ártatlanságát.

## Politikai pályafutás
2003-ban csatlakozott a Likud párthoz, 24 évesen megválasztották Kiryat Mal'akhi polgármesterének. 1977-ben beválasztották Knesszet tagjai közé.
1981–1999 között  Menáhém Begín, Jichák Sámír és Benjámín Netanjáhú kormányaiban miniszterként szolgált. 2000. augusztus 1-jétől 2007. július 1-jéig Izrael elnöke.

### Büntetés
2011. december 7-én megkezdte hétéves börtönbüntetését, melyet egy munkatársnője megerőszakolásáért és több női beosztottjának szexuális zaklatásáért kapott. 2016-ban, öt év letöltése után szabadult.